# 天文シミュレーションソフト
天文シミュレーションソフト（てんもんシミュレーションソフト）とは、コンピュータのデスクトップ上に再現されたプラネタリウムのこと。

## 概要
最初の天文シミュレーションソフトは何であるのかについては諸説ある。初期の天文シミュレーションソフトは、ケプラーの法則に基づき、ニュートンの方程式によって計算を行い、惑星間や地球 - 月間を航行する宇宙探査機の軌道を描いたり、惑星の軌道を計算することで、ある日の太陽系を北極側（もしくは南極側）から観察できるソフトウエアのようなものであったとする説がある。
その後、パーソナルコンピュータに搭載できるメモリが大幅に増えたことや2次記憶装置（フロッピーディスクやハードディスク）がパーソナルコンピュータ用に販売され、大幅にプログラムにデータを取り込めることになったことによって、星表データや銀河データ（NGCなど）が組み込まれ、プラネタリウム設備に匹敵する恒星を描けるようになった。
しかしながら弱点は、プラネタリウム設備ならば大型のスクリーンに投影できるため、大幅に恒星数を増やしても全てが投影できるのに対して、パーソナルコンピュータ上のデスクトップでは、そのパーソナルコンピュータに取り付けられたモニターの解像度に制限を受ける点である。そのため、天体観測地などにおいて観測対象を確認したりするなどの用途では、天文シミュレーションソフトがポータブルに活用できるため利便性が高く、それに対してプラネタリウム設備は、天体現象の分かりやすい解説などによって多くの観客に体験型の教育を行うのに適している。
指定した日時の星空を呼び出せることから、創作において星空を描写する参考としての利用もある。

## 天文シミュレーションソフトの例
以下には、日本国内で知られている天文シミュレーションソフトの代表例を掲載する。
他にも、フリーソフトやシェアウェアの形で配布されているものがあり、これらは専門雑誌やフリーソフトのダウンロードサイト、インターネット検索により入手可能となっている。

### 商用ソフト
- ステラナビゲータ - 開発・販売：アストロアーツ

有名メーカーの天体望遠鏡との連動で知られる天文シミュレーションソフト。このソフトウェアから派生する形で、アストロアーツでは、簡易型の天文シミュレーションソフトが開発されている。例えば、各年毎の天文現象を解説したソフトウェアなどである。
- The SKY - 開発・販売：Software Bisque（日本語版・日立ビジネスソリューション）、販売：誠文堂新光社

データの信頼性から、全世界で100万本が愛用されている天文シミュレーションソフト。基本データは、SAO（スミソニアン天体物理観測所）のものを使用。プロフェッショナル版とアマチュア版がある。日本語版は、Windows 98以降対応。
- Starry Night - 開発・販売：IMAGINOVA

以前は、日本語版があり、日本語版開発者が代理店だったというソフト。マッキントッシュユーザには、数少ない貴重な天文シミュレーションソフトだった時代もある。

### 公的機関における開発配布ソフト
- 4D2U - 開発・配布：国立天文台 4D2Uプロジェクト

なお、4D2Uは、国立天文台内のプロジェクトの名称であり、2007年10月現在、一般へ配布しているプロダクト（プログラム）の名称は、"Musashi"、"Mitaka"、"Zindaiji"である。"Musashi"が3次元デジタルシアター向け、"Mitaka"がパーソナル向け、"Zindaiji"が重力多体問題シミュレーションの表示である。
4D2Uの項目にあるように、常設のデジタルシアターや高性能WindowsPCで閲覧が可能である。

### GNUフリーの開発プロジェクトによる配布ソフト
代表的なソフトウエアとして以下があげられる。
- KStars - 開発・配布：KDE project
- Celestia - 開発・配布：Celestia Project
- Stellarium - openGL使用のGPLソフトウェア

### 関連分野
- 教育 - 天文学 - シミュレーション天文学

### 機材として
- プラネタリウム
- コンピュータ - パーソナルコンピュータ

### データとして
- 星表 - 星図（星図とは、星表を元にして、2次元投影を行った天体図のことである。よって、天体シミュレータも同じソフトウェアの分類に入る）